# Sistema determinista
En matemáticas y física, se denomina sistema determinista a aquel en que el azar no está involucrado en el desarrollo de los futuros estados del sistema.
Un modelo determinista producirá siempre la misma salida a partir de las mismas condiciones de partida o el estado inicial.
A diferencia de los estocásticos o aleatorios en los que los estados futuros no están determinados por los previos (como la secuencia de caras y cecas de una moneda no cargada), en los deterministas, cada estado futuro del sistema está determinado por el previo en tanto se desprende de cómo queda afectado dadas las variables de entorno y el previsto comportamiento ante los cambios en ese ambiente.
Los sistemas descritos adecuadamente por la mecánica clásica o la mecánica relativista se comportan siempre como sistemas deterministas. Los sistemas de la mecánica clásica que aun siendo deterministas son difíciles de predecir en la práctica son sistemas caóticos. La mecánica cuántica asume que ciertos sistemas pueden presentar dos tipos de evolución: un tipo de evolución determinista dado por la ecuación de Schrödinger y un tipo de evolución no determinista asociado al colapso de la función de onda cuando se realizan cierto tipo de medidas irreversibles sobre el sistema cuántico.

## Definición
El concepto de sistema determinista puede caracterizarse si el espacio de estados posibles {\displaystyle \Omega } del sistema admite una medida de probabilidad {\displaystyle {\mbox{prob}}(\cdot )}. En ese caso si se considera el conjunto de partes {\displaystyle {\mathcal {P}}(\Omega )} del conjunto de estados posibles, la evolución tras un tiempo t puede definirse como una aplicación:

{\displaystyle f_{t}:{\mathcal {P}}(\Omega )\to {\mathcal {P}}(\Omega )}

Es decir si el sistema está en uno de los estados de un subconjunto {\displaystyle S_{0}\subset \Omega }, al evolucionar el sistema estará en uno de los estados del conjunto {\displaystyle f_{t}(S_{0})\subset \Omega }.
El sistema es determinista si:

{\displaystyle \forall x\in \Omega :\forall A\subset \Omega :(x\in A)\Leftrightarrow \exists !z\in \Omega :{\mbox{prob}}(f_{t}(A)=\{z\})=1}

## Sistemas físicos

### Mecánica clásica
En mecánica clásica el estado de un sistema con un número finito de grados libertad viene representado por un punto en un espacio fásico de dimensión finita. Y la evolución temporal está dada por un sistema de ecuaciones diferenciales que expresadas en el formalismo hamiltoniano vienen dadas por:

{\displaystyle i_{\mathbf {v} }\omega =\mathrm {d} {\hat {H}}}

donde:
{\displaystyle \mathrm {d} \;} es la derivada exterior.
{\displaystyle i_{\mathbf {v} }\omega =\omega (\mathbf {v} ,\cdot )} el isomorfismo canónico definido por la forma simpléctica entre el espacio tangente al espacio fásico y el espacio cotangente.
{\displaystyle {\hat {H}}}, el hamiltoniano clásico definido sobre el espacio fásico.
Bajo condiciones de regularidad, los teoremas de existencia y unicidad garantizan que existe un grupo uniparamétrico {\displaystyle \{f_{t}\}} de transformaciones tal que:

{\displaystyle \forall x_{0}\in \Omega :x(t)=f_{t}(x_{0})}

La órbita de un punto el espacio fásico es el conjunto:

{\displaystyle {\mbox{Orb}}(x)=\{y\in \Omega |\exists t:y=f_{t}(x)\}}

El espacio de estados puede ser foliado en un haz de órbitas, de tal manera que cada estado pertenece a una y sólo una de las órbita, con lo cual conocido el estado presente su estado futuro será un único punto sobre dicha órbita. Para sistemas con un número no finito de grados de libertad el formalismo puede extenderse de manera similar, por lo que el espacio de estados puede dividirse en órbitas tales que cada estado pertenece a una y sólo una de dichas trayectorias, lo cual equivale a que el sistema es determinista.

### Mecánica cuántica
En mecánica cuántica el conjunto de estados puede construirse a partir de una relación de equivalencia {\displaystyle {\mathcal {R}}} definida en el espacio de Hilbert {\displaystyle {\mathcal {H}}_{sys}} usado para describir el sistema:

{\displaystyle \Omega :={\mathcal {H}}_{sys}/{\mathcal {R}},\qquad x{\mathcal {R}}y\Leftrightarrow x=\lambda y,\ \lambda \in \mathbb {C} }

De acuerdo con el postulado V de la mecánica cuántica cuando el sistema evoluciona sin que sea perturbado el estado evoluciona de manera determinista según la ecuación de Schrödinger:

{\displaystyle i\hbar {\frac {\partial }{\partial t}}|\psi (t)\rangle ={\mathcal {H}}|\psi (t)\rangle }

Sin embargo, en ciertas situaciones como cuando se realiza un cierto tipo de medida o se produce una decoherencia cuántica el estado evoluciona de manera no determinsta según el postulado IV. Bajo ese postulado si se mide, por ejemplo, una magnitud física asociada a un observable (con espectro puramente puntual) el estado final será uno de los posibles estados que matemáticamente sea un autovector del observable, si dicho observable tiene varios estados propios se tiene una evolución no determinista:

{\displaystyle |\psi \rangle \to {\begin{cases}|a_{1}\rangle &{\mbox{con probabilidad}}\ |\langle a_{1}|\psi \rangle |^{2}\\\dots \\|a_{n}\rangle &{\mbox{con probabilidad}}\ |\langle a_{n}|\psi \rangle |^{2}\end{cases}}}

## En informática
Un modelo de computación determinista, por ejemplo una máquina de Turing determinista, es un modelo de computación tal que los estados sucesivos de la máquina y las operaciones a realizar están completamente determinados por el estado precedente.
Un algoritmo determinista es un algoritmo que, dada una entrada particular, producirá siempre la misma salida, con la máquina subyacente pasando siempre por la misma secuencia de estados. Puede haber algoritmos no deterministas que se ejecuten en una máquina determinista, por ejemplo, un algoritmo que se base en elecciones aleatorias. Generalmente, para estas elecciones aleatorias, se utiliza un generador de números pseudoaleatorios, pero también se puede utilizar algún proceso físico externo, como los últimos dígitos de la hora dados por el reloj del ordenador.
Un generador de números pseudoaleatorios es un algoritmo determinista, que está diseñado para producir secuencias de números que se comportan como secuencias aleatorias. Un generador de números aleatorios por hardware, sin embargo, puede ser no determinista.

## Otros ejemplos
- La generación de números pseudoaleatorios es un proceso determinista con apariencia aleatoria.
- Los paseos aleatorios son un tipo de proceso no determinista.
- Las cadenas de Markov también son procesos no deterministas.